# Armia Alp (1939)
Armia Alp (fr. Armée des Alpes) – związek operacyjny armii francuskiej stacjonujący na granicy z faszystowskimi Włochami w początkowej fazie II wojny światowej.
Dowódca: gen. René Olry.
- - 3 dywizje piechoty kategorii B
  - sektory fortyfikacyjne (forty): Dauphiné, Savoie, Alpes Maritimes.
  - sektory obronne: Rhône, Nice

Ogółem około 35 tysięcy żołnierzy.
Należy wspomnieć, że tzw. oddziały kategorii B były uzbrojone w broń raczej przestarzałą m.in. Lebel Mle1886 (standardowy karabin armii francuskiej). Dywizje te również posiadały niewielką ilość broni maszynowej (pm MAS 38).
Mimo tych luk Armia Alp wykonała swoje zadanie w wojnie z Włochami nie dopuszczając do zajęcia rejonu Nicei.